# Sweden Rock Festival
Le Sweden Rock Festival est un festival annuel de musique rock 'n' roll qui a lieu depuis 1992 en Suède, dans le comté de Blekinge. Il se tient la première année à Olofström sous le nom Sommarfestivalen i Olofström. L'année suivante, il est déplacé à Karlshamn et renommé Karlshamn Rock Festival. Depuis 1998, il est situé à Norje (commune de Sölvesborg) pour des problèmes de place. Il prend son nom actuel en 1999.
D'abord concentré sur une journée au début du mois de juin, le festival a progressivement gagné en importance. Il dure aujourd'hui quatre jours.
Le festival est orienté rock 'n' roll, folk et blues avant de dériver vers du rock et hard rock puis de s'orienter vers le heavy metal et ses dérivés.
Depuis 2010, le festival a atteint sa capacité maximale de 33 000 visiteurs.

## Programmation

### Années 1990

#### 6 juin 1992,Olofström

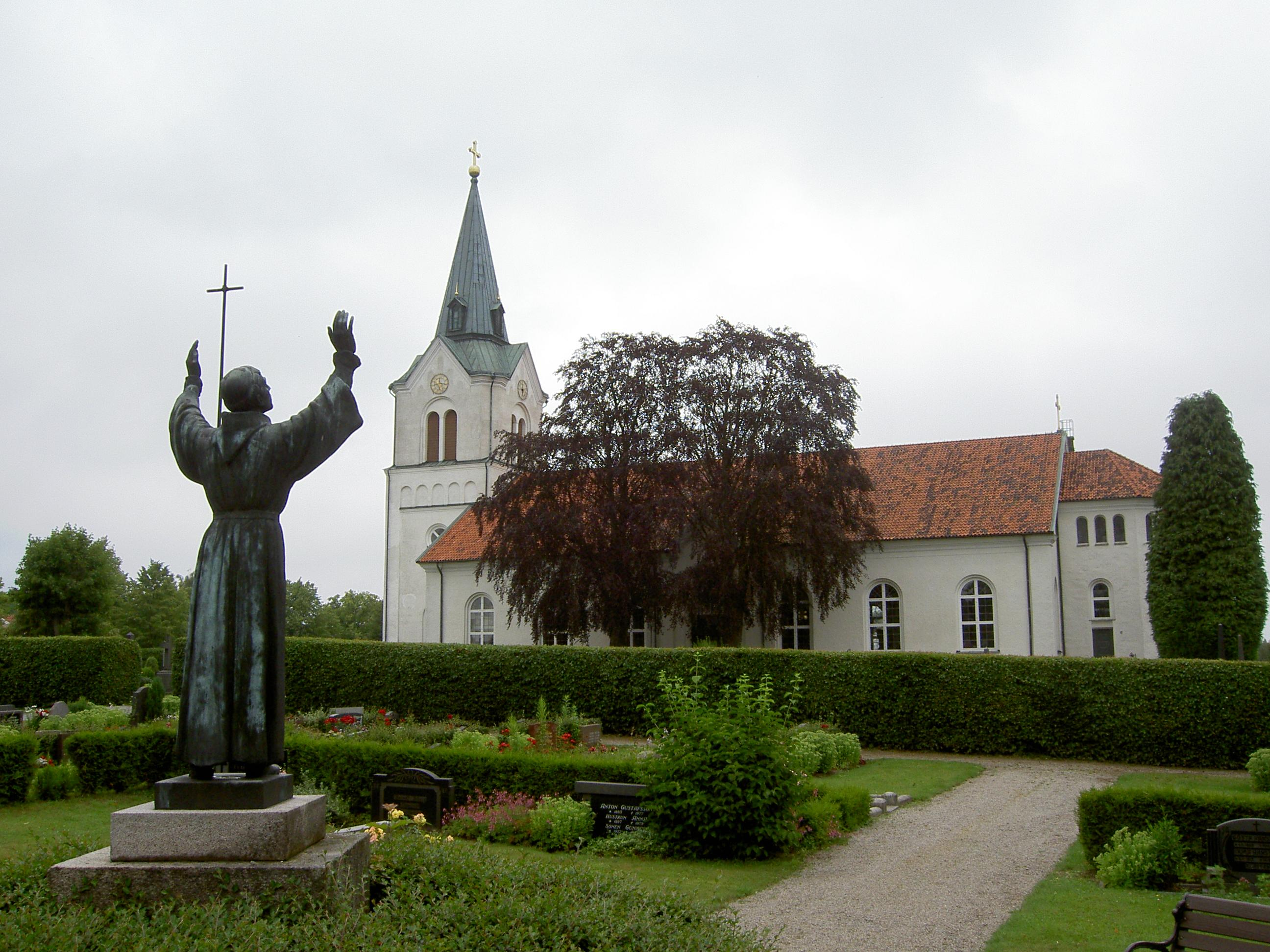
Vue de l'église d'Olofström

Goda Grannar, Madgic Crowd, Nazareth, Peps, Steve & The Lloyds, Stonecake, Sweet Little Company, The Sinners , Wishbone Ash

#### 11-12 juin 1993,Karlshamn
Bachman-Turner Overdrive, Backstage Queen, Björnsson, Bombyces Bryggeri, Bryngelsson Blues Blend, Clawfinger, Crossroad Jam, Dragonflies In Bloomers, Frank Marino & Mahogany Rush, Hof's, John Mayall & The Bluesbreakers, Nine Below Zero, Peps Blodsband, Something, Stars On Mars, T For Trouble, The Boppers, The Hooters

#### 10-11 juin 1994, Karlshamn

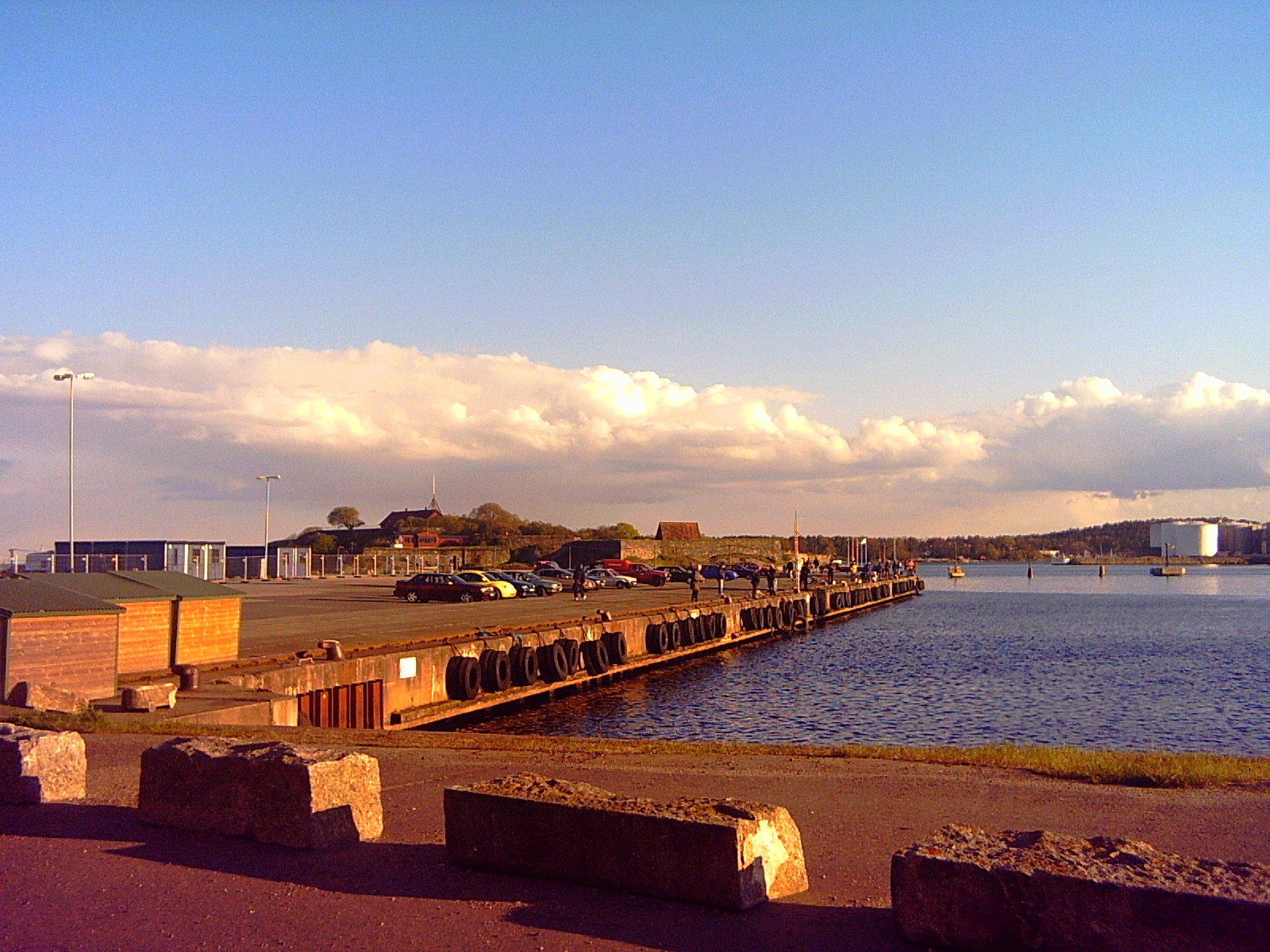
Baie de Karlshamn

Bazooka,
Blackfoot,
Blues Bag,
Brainpool,
Caamora,
Deep Purple,
Dia Psalma,
Electric Boys,
Emeth,
Green Day,
Joddla Med Siv,
KSMB,
Lisa Ekdahl,
Mountain,
Pride & Glory,
Red Cloud,
Sinn Fenn,
Skintrade,
Sven Zetterberg & Chicago Express,
Sweet,
Underdog,
Uriah Heep.

#### 16-17 juin 1995, Karlshamn
Abstrakt Algebra, Billy Bremner & The Refreshments,
Black Sabbath, 
Bob Hund, 
Electric Eskimoes, 
Fairport Convention, 
Flaped Forge, 
Fleetwood Mac, 
Freak Kitchen, 
Jukka Tolonen Band, 
Kashmir, 
Kent, 
Lars Demian, 
Led Zeppelin Jam, 
Los Stjärtgroggs, 
Mary Beats Jane, 
Pat Travers, 
Planet Waves, 
Rolf Wikström, 
Sator, 
Sky High, 
Spiritual Beggars, 
The Pogues, 
The Quill (en), 
Trouble, 
Urban Turban, 
W.E.T, 
Vitality

#### 14-15 juin 1996, Karlshamn
Blues Bag, 
Bo Wilson Band, 
Creedence Clearwater Revisited, 
Deep Purple, 
Dizzy Mizz Lizzy, 
Drain, 
Freak Kitchen, 
Garmarna, 
The Georgia Satellites, 
Joe D'ursu, 
Kent, 
Llashram, 
Lynyrd Skynyrd, 
Naked, 
Sigge Hill, 
Sinn Fenn, 
Status Quo, 
Stefan Sundström, 
Uffe Larsson

#### 13-14 juin 1997, Karlshamn
Alfheims, 
Chris Jagger Zydeco Band, 
Cross Eyed Mary, 
Dublin Fair, 
Freak Kitchen, 
Goda Grannar, 
Innocent Blood, 
Led Zeppelin Jam, 
Locomotive Breath, 
Mick Taylor All Star Band, 
Molly Hatchet, 
M-Train, 
Nazareth, 
The Nomads, 
Overdrive, 
Saxon, 
Simón Bolívar, 
Staffan Hellstrand, 
Ten Years After, 
The Blues Band, 
The Hellacopters

#### 5-6 juin 1998, Norje Havsbad
Alice Cooper, 
Andrew Strong, 
Backyard Babies, 
Black Ingvars, 
Blue Öyster Cult, 
Clawfinger, 
Creedence Clearwater Revisited, 
D-A-D, 
Dash Rip Rock, 
Dee Snider, 
Freak Kitchen, 
Goda Grannar, 
HammerFall, 
Hjalle & Heavy, 
Håkan Hemlin, 
John Norum, 
Jonny Lang, 
Locomotive Breath, 
Motörhead, 
Mountain, 
Peps Down Home Blues Band, 
Push, 
Simple Minds, 
Sobsister, 
Speaker, 
Spiritual Beggars, 
Status Quo

#### 11-12 juin 1999, Norje Havsbad
Budgie, 
Canned Heat, 
Captain Beyond, 
Dave Hole, 
David Lee Roth, 
Dare, 
Deep Purple, 
Dio, 
Entombed, 
Freak Kitchen, 
Gamma Ray, 
HammerFall, 
LA Doors, 
Lions Share, 
Lok (sv), 
Lotus + special guest Brian Robertson
Manowar, 
Mercyful Fate feat. King Diamond, 
Motörhead, 
MSG, 
Scorpions, 
The Quill (en), 
U.D.O.

### Années 2000

#### 9-11 juin 2000, Norje Havsbad
Alice Cooper, 
Armored Saint, 
Bai Bang, 
Bigelf, 
Dash Rip Rock, 
Dave Hole, 
Demon, 
Dio, 
Edguy, 
Evergrey, 
Five Fifteen, 
Frank Marino & Mahogany Rush, 
Freak Kitchen, 
Goda Grannar, 
In Flames, 
John Norum Group + Brian Robertson, 
King Diamond, 
King's X, 
Lynyrd Skynyrd, 
Molly Hatchet, 
Primal Fear

#### 8-9 juin 2001, Norje Havsbad
AC/DC Jam
Angel, 
Bigelf, 
Bosse, 
Dee Snider, 
Dokken, 
Freak Kitchen, 
Gary Moore, 
Glenn Hughes, 
Goda Grannar, 
Grave Digger, 
HammerFall, 
Helloween, 
Hensley/Lawton Band, 
House of Shakira, 
Lion's Share, 
Lotus, 
Manny Charlton Band, 
Metalium, 
Moxy, 
Mustasch, 
Nitzinger, 
Nocturnal Rites, 
Pretty Maids, 
Rise and Shine, 
Rose Tattoo, 
Southern Rock Allstars, 
Symphony X, 
Talisman, 
Tang, 
The Flower Kings, 
U.D.O., 
Uli Jon Roth, 
W.A.S.P.

#### 7-8 juin 2002, Norje Havsbad
220 Volt, 
Aurora, 
Bruce Dickinson, 
Candlemass, 
Cryonic Temple, 
Damned Nation, 
Destiny, 
Doc Holliday, 
Doro, 
Dream Evil, 
Evergrey, 
Five Fifteen, 
Freak Kitchen, 
Freedom Call, 
Freternia, 
Gamma Ray, 
Girlschool, 
Goda Grannar, 
Halford, 
Hanoi Rocks, 
John Kay & Steppenwolf, 
Lizard, 
Locomotive Breath, 
Lost Horizon, 
Magnum, 
Manfred Mann's Earth Band, 
Meldrum, 
Michael Katon, 
Motörhead, 
Rage, 
Reclusion, 
Saxon, 
Slowgate, 
Snakegod, 
Status Quo, 
Steel Attack, 
Ted Nugent, 
Virgin Steele, 
Wolf

#### 6-8 juin 2003, Norje Havsbad
A.C.T, 
Angra, 
Anthrax, 
Arch Nemesis, 
Axenstar, 
Blind Guardian, 
Budgie, 
Burning Point, 
Chrome Shift, 
Crystal Eyes, 
Danko Jones, 
Darkane, 
Demon, 
DragonForce, 
Dumper, 
Fairyland, 
Falconer, 
Finntroll, 
Ignition, 
Jethro Tull, 
Kamelot, 
Krokus, 
Locomotive Breath med Nicky Moore, 
Masterplan, 
Motörhead, 
Mörk Gryning, 
Pagan's Mind, 
Paul Dianno & Killers, 
Peer Günt, 
Platitude (sv), 
Queensrÿche, 
Rob Tognoni, 
Sepultura, 
Sky High, 
Slow Train med Nicky Moore, 
Sonata Arctica, 
Spearfish med Svenne Hedlund, 
Squealer, 
Stormwind, 
Syron Vanes, 
Tad Morose, 
Talisman, 
Tankard, 
The Provenance, 
The Storyteller, 
Turning Leaf, 
Twinball, 
Twisted Sister, 
Uriah Heep, 
Whitesnake, 
Wishbone Ash, 
Y&T, 
Yes

#### 10-12 juin 2004, Norje Havsbad
Abramis Brama, 
April Wine, 
Astral Doors, 
Axel Rudi Pell, 
Beseech, 
Brainstorm, 
Carnal Forge, 
Children of Bodom, 
Coney Hatch, 
Crazy Led Of Mika Järvinen, 
D-A-D, 
Danger Danger, 
Debase, 
Dr Feelgood, 
Eddie Meduza Tribute, 
Entombed, 
Europe, 
Exodus, 
Foghat, 
Grand Magus, 
Hawkwind, 
Heart, 
Helloween, 
Hirax, 
In Flames, 
Judas Priest, 
Kingdom Come, 
Lake Of Tears, 
Lost Horizon, 
Lumskv, 
Magic Slim & The Teardrops, 
Maryslimv, 
Memory Garden, 
Monster Magnet, 
Montrose, 
Narnia, 
Nicky Moore sings Samson, 
Nifelheim, 
Nightwish, 
Opeth, 
Paragon, 
Pat Travers Band, 
Pathos, 
Persuader, 
Pink Cream 69, 
Raceway, 
Ritual, 
Scorpions, 
Slade, 
Spearfish, 
Spridda Skurars, 
Sun Caged, 
T.N.T, 
Testament, 
The Haunted, 
Trading Fate, 
U.D.O., 
UFO, 
Wasa Express, 
Y&T

#### 9-11 juin 2005, Norje Havsbad
A.C.T, 
Accept, 
Kansas, 
Black Label Society, 
Blackfoot, 
Anthrax, 
Megadeth, 
Motörhead, 
Yngwie Malmsteen, 
Saxon, 
Magnum, 
HammerFall, 
Kim Mitchell, 
Within Temptation, 
Styx, 
Nazareth, 
Napalm Death, 
Candlemass, 
Sebastian Bach, 
Overkill, 
Crystal Eyes, 
Dream Theater, 
Face Down, 
Gemini5, 
Goda Grannar, 
Mötley Crüe, 
Sammy Hagar And The Wabos, 
Jug Mckenzie, 
Mustasch, 
Nightingale, 
Pagan's Mind, 
Rob Rock, 
Sabaton, 
Satanic Slaughter, 
Savoy Brown, 
Shakra, 
Freak Kitchen, 
Hellfueled, 
Diamond Head, 
Lana Lane, 
Crucified Barbara, 
Behemoth, 
Statetrooper, 
Morgana Lefay, 
Force of Evil, 
Defleshed, 
Sonata Arctica, 
The Lizards, 
Status Quo, 
Dio, 
Symphorce, 
Ten 67, 
The Ring, 
Therion, 
Robin Trower, 
Helix, 
Thyrfing, 
Trettioåriga Kriget (Thirty Year War), 
We, 
Vixen

#### 8-10 juin 2006, Norje Havsbad
Alice Cooper, 
Anvil, 
Arch Enemy, 
Baldroom Blitz, 
Blitzkrieg, 
Bonfire, 
Bullet, 
Cactus, 
Cathedral, 
Celtic Frost, 
Cloudscape (en), 
Crucified Barbara, 
Deep Purple, 
Def Leppard, 
Doro, 
DragonForce, 
Easy Action, 
Edguy, 
Entombed, 
Evergrey, 
Extrema, 
Firewind, 
From Behind, 
Gamma Ray, 
Gehennah, 
George Thorogood & The Destroyers, 
Goda Grannar, 
Gotthard, 
Grave, 
Hardcore Superstar, 
House Of Shakira, 
Jaded Heart, 
Jeff Healey Band, 
Journey, 
Kamelot, 
Krokus, 
Leaf Hound, 
Lord Belial, 
Metal Church, 
Michael Schenker Group, 
Molly Hatchet, 
Nasty Idols, 
Neil Turbin's Deathriders, 
Nevermore, 
Obituary, 
Onslaught, 
Overdrive, 
Porcupine Tree, 
Queensrÿche, 
Raise Hell, 
Sleazy Joe, 
Sodom, 
Ted Nugent, 
The Playboys, 
The Poodles, 
The Quill (en), 
The Sensational Alex Harvey Band, 
The Storyteller, 
The Sweet, 
Tigertailz, 
Treat, 
Vanden Plas, 
Venom, 
Victory, 
W.A.S.P., 
Whitesnake, 
Running Wild, 
Saxon, 
Stratovarius, 
Street Legal, 
The Midnight Blues, 
Union, 
Yngwie Malmsteen

#### 6-9 juin 2007
Aerosmith, After Forever, All Ends, Amon Amarth, Anekdoten, Annihilator, The Answer, The Australian Pink Floyd Show, Black Oak Arkansas, Blind Guardian, Bloodbound, Circus Maximus, Crashdïet, Dimmu Borgir, Eldritch, Falconer, Fastway, Focus, Gov't Mule, Hardcore Superstar, Heaven and Hell, Iced Earth, Korpiklaani, Kreator, Krux, Lion's Share, Marduk, McQueen, Meat Loaf, Memfis, Motörhead, Mozkovitch, Nocturnal Rites, November, Axel Rudi Pell, Randy Piper's Animal, Point Blank, Pretty Maids, Suzi Quatro, Quiet Riot, REO Speedwagon, Scorpions with Uli Jon Roth, Skid Row, Symphony X, Thin Lizzy, Thunder, Tiamat, Tokyo Dragons, Trouble, TWDSO, Týr, U.D.O., Vomitory, Wolf

#### 2008
Cette édition se tient du 4 au 7 juin.
Le jeudi 5, à cause de problèmes dans les correspondances aériennes, le groupe  Sebastian Bach est remplacé au pied levé par le groupe  Bonafide. Bonafide fait donc sa seconde prestation au festival (mercredi 4 sur Zeppelin Stage et jeudi 5 sur Festival Stage).
Le même jour, le groupe  Omar & the Howlers remplace le groupe  Uli Jon Roth sur Rock Stage.

#### 2009
Cette édition se tient du 3 au 6 juin.

### Années 2010

#### 2010
Cette édition se tient du 9 au 12 juin avec une pré-soirée le mardi 8 juin.
Une nouvelle scène est créée passant leur nombre à 7 (contre 6 à l'édition précédente). Les scènes Zeppelin et Gibson sont remplacées par les scènes Dio, NeMIS et Rockklassiker.
Le mercredi 9 en fin de soirée sur la scène Dio a lieu un concours de groupes spécialisés dans les reprises (Battle of The Tribute Bands).

#### 2011
Cette édition se tient du 8 au 11 juin.
Le nombre de scènes est réduit à 5 (contre 7 à l'édition précédente). Les scènes Alarm, Dio et NeMIS sont remplacées par la scène Zeppelin (nom de scène qui existait avant l'édition 2010).
La pré-soirée créée pour l'édition 2010 est supprimée.

#### 2012
Cette édition se tient du 6 au 9 juin.

#### 2013
Cette édition se tient du 5 au 8 juin. La scène Zeppelin est renommée 4Sound.

#### 2014
Cette édition se tient du 4 au 7 juin.

#### 2015
L'édition se tient du 3 au 6 juin.

#### 2016
L'édition se tient du 8 au 11 juin.
En hommage à Lemmy Kilmister chanteur de Motörhead décédé fin 2015, les organisateurs ont décidé de renommer la scène "Rock Stage" en "Lemmy Stage". Cette scène a été choisie car le groupe y jouait chaque fois qu'ils étaient invités au festival.

#### 2017
Cette édition se tient du 7 au 10 juin.